# Muellerina flexialabastra
Muellerina flexialabastra är en tvåhjärtbladig växtart som beskrevs av Downey & C.A.Wilson. Muellerina flexialabastra ingår i släktet Muellerina och familjen Loranthaceae. Inga underarter finns listade i Catalogue of Life.